# Power electronics
La Power electronics è un genere musicale sviluppatosi dall'inizio degli anni ottanta del XX secolo in poi. Il nome fu coniato da William Bennett per l'album Psychopathia Sexualis degli Whitehouse, ma in seguito fu usato per descrivere un rumorismo particolarmente brutale.

## Storia
La Power electronics è un genere musicale che deriva dalla musica industriale, direttamente collegato alla prima scena che gravitava attorno all'Industrial Records. Il nome fu coniato da William Bennett per l'album Psychopathia Sexualis degli Whitehouse, ma in seguito fu usato per descrivere un rumorismo brutale.
Oltre ai già citati Whitehouse, altri artisti sono Philip Best, Sutcliffe Jügend, e Genocide Organ. In Italia si possono menzionare The Sodality, Mauthausen Orchestra, Laxative Souls, Atrax Morgue e Wertham.
La rivista Tellus Audio Cassette Magazine, nel 1986 produceva compilation in cassetta che si chiamavano Power Electronics ed erano curate da Joseph Nechvatal

## Caratteristiche principali
La Power electronics utilizza rumori di feedback, tastiere che producono frequenze estremamente basse, suoni ad alta frequenza, grida distorte e testi spesso disturbanti per il loro contenuto forte. Quasi sempre si tratta di musica atonale e priva di melodie e ritmi.